# ACIDMAN LIVE TOUR “LIFE” in 幕張メッセ
ACIDMAN LIVE TOUR “LIFE” in 幕張メッセ"（アシッドマン・ライブ・ツアー・ライフ・イン・まくはりメッセ）は、ACIDMANの9thDVD。2008年10月8日にEMI Music Japanから発売。

## 概要
- 2008年6月1日から7月12日にかけて行われ、28000人を動員した14ヶ所15公演の全国ツアー「ACIDMAN LIVE TOUR "LIFE"」の最終公演、7月12日の千葉幕張メッセ国際展示場でのライブを収録。本公演では全長60メートルのステルス（LEDスクリーン）を使用した映像との融合など、多彩な公演となっている。
- 2枚目にはアンコール3曲の他に、ツアードキュメントも収録。
- また、DVD発売と同時に同DVDから「式日」「ストロマトライト」「赤橙 (acoustic version)」「FREE STAR」「world symphony」の着ムービー・ビデオクリップの配信も行われた。

## 収録曲

### DISC1（本篇）
1. LIFE (the beginning)
2. REMIND
3. ストロマトライト
4. swayed
5. Ride the wave
6. River
7. 式日
8. スロウレイン
9. 街の輪郭
10. リピート
11. 赤橙
12. WALK
13. room NO.138
14. 彩-SAI- (前編)
15. 彩-SAI- (後編)
16. オールドサンセット
17. FREE STAR
18. 金色のカペラ
19. world symphony
20. ある証明
21. UNFOLD
22. TO THE WORLD'S END

### DISC2(アンコール+α)
1. シンプルストーリー
2. アイソトープ
3. YOUR SONG
4. LIFE (the ending)
5. ツアードキュメント